# Eric Grigorian
Pour les articles homonymes, voir Grigorian.
Eric Grigorian, né en 1969 à Téhéran, est un photographe iranien naturalisé américain, d'origine arménienne. Il est récipiendaire du World Press Photo of the Year.